# West European Adventure Race Series

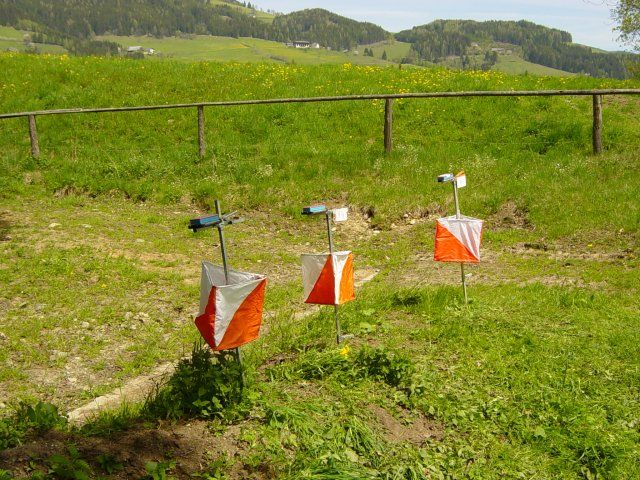
de checkpoints

De West European Adventure Race Series (WERS) is het officieuze (West-) Europees kampioenschap adventureracen expedition-style. De serie bestaat uit een zestal races verdeeld over vier landen. Tijdens de races moeten teams van 2-4 personen nonstop een traject op eigen kracht volbrengen. De teams moeten door middel van navigatie zo veel mogelijk checkpoints(cp's) verzamelen. Het team met de meeste cp's /snelste tijd wint de race en verdient punten voor het WERS-klassement. Tijdens de race mogen teams zich door middel van verschillende disciplines voortbewegen.

## Races in de WERS2009
| Wedstrijd | Land      | Datum                |
| --------- | --------- | -------------------- |
| FOX raid  | Nederland |                      |
| Raid Vert | België    |                      |
| Raid 74   | Frankrijk |                      |
| Raid XL   | België    |                      |
| GKM       | Frankrijk |                      |
| the hARz  | Duitsland | 11-13 september 2009 |

## Disciplines tijdens de NAAC
- Peddelen: kajak, kano, raften en tubing
- Transport met wielen: mountainbike, step, inlineskaten, rolschaatsen
- Transport met dieren: paardrijden, kameelrijden
- Lucht transport: paragliding, deltavliegen
- Landschapselementen: oriëntatie, alpinisme, coasteering, zwemmen, canyoning, riverboarding;
- Touwhindernissen: tirolian, touwbruggen, abseilen, prusikken, tokkelen